# Richard Money
Pour les articles homonymes, voir Money.
Richard Money est un footballeur anglais né le 13 octobre 1955 à Lowestoft. Il jouait au poste de défenseur.

## Biographie

### Joueur
De 1973 à 1977, Money est joueur du Scunthorpe United,.
Par la suite, il évolue sous les couleurs du Fulham FC jusqu’en 1980,.
En 1980, Money est transféré au Liverpool FC,.
Lors de la campagne 1980-1981 de Coupe des clubs champions, il dispute uniquement la demi-finale retour contre le Bayern Munich qui se solde par un match nul 1-1. Liverpool remporte la finale contre le Real Madrid sur le score de 1-0 mais Money est remplaçant,.
Il remporte la Coupe de la Ligue anglaise lors de la saison 1980-1981.
En 1981, il est prêté au Derby County.
En 1982, il rejoint le Luton Town qu'il représente une unique saison.
De 1983 à 1985, Money joue avec le Portsmouth FC.
Après avoir évolué pendant cinq saisons au Scunthorpe United, il raccroche les crampons en 1990.

### Entraîneur
Money entreprend une carrière d'entraîneur après sa carrière de joueur.
Il entraîne en Suède l'AIK Fotboll, le Västerås SK.
Money dirige également le Newcastle United Jets en 2005-2006.
Il revient en Angleterre diriger d'autres clubs anglais : Walsall FC, Luton Town, Cambridge United, Solihull Moors et Hartlepool United.

## Palmarès
Liverpool FC
- Coupe des clubs champions (1) :
  - Vainqueur : 1980-81.

- Coupe de la Ligue anglaise (1) :
  - Vainqueur : 1980-81.